# سبب (عروض)
السبب عند العروضيين حرف متحرك يليه ساكن نحو (قَدْ) ويقال له السبب الخفيف أو حرفين متحركين نحو (لَكَ) ويقال له السبب الثقيل.